# 양덕중학교 (경남)
양덕중학교(陽德中學校)는 대한민국 경상남도 창원시 마산회원구 합성동에 있는 공립 중학교이다.

## 학교 연혁
- 1980년 1월 24일 : 양덕중학교 설립 인가(완성학급 15학급)
- 1980년 3월 5일 : 제1회 입학식(341명 입학, 현 교동 초등 교정)
- 1980년 9월 30일 : 현 교사로 신축 입교(21개 교실)
- 2021년 3월 1일 : 18(2)학급 인가
- 2022년 9월 1일 : 제15대 최희정 교장 부임
- 2023년 2월 10일 : 제41회 졸업식(151명 졸업, 졸업생 누계 15,092명)
- 2023년 3월 2일 : 제44회 입학식(112명 입학)

## 참고 자료
- 양덕중학교 - 한국교육학술정보원 학교알리미